# 1234 Elyna
1234 Elyna è un asteroide della fascia principale del diametro medio di circa 25,7 km. Scoperto nel 1931, presenta un'orbita caratterizzata da un semiasse maggiore pari a 3,0105400 UA e da un'eccentricità di 0,0935878, inclinata di 8,52399° rispetto all'eclittica.
Il suo nome fa riferimento alle piante del genere Elyna.